# Robert Pauletić
Robert Pauletić (Split, 10. srpnja 1965.), hrvatski enigmat, kvizaš, novinar, putopisac i tekstopisac.

## Životopis
U Splitu je završio osnovnu i srednju školu. Diplomirao je 1990. na Fakultetu političkih znanosti u Zagrebu.
Godine 1988. na njegovu inicijativu međunarodna udruga osoba visoke inteligencije Mensa je prvi put u povijesti provela testiranje inteligencije na hrvatskom tlu, u Zagrebu.

### Kvizovi i enigmatika
U siječnju 1981. postao je najmlađi pobjednik "Kviskoteke". Iako je dobna granica za nastupanje u kvizu bila 18 godina, Pauletiću je zbog pokazanog znanja iznimno bilo dopušteno natjecati se iako je imao samo 15 godina.  Godine 1986. pobijedio je u nekoliko izlučnih emisija i osvojio drugo mjesto u superfinalu najjačeg ciklusa "Kviskoteke".
Zaposlio se kao urednik u enigmatskom magazinu "Vjesnikov Kviz" 1988. godine. Uz dr. Zvonimira Kurpesa jedini je enigmat koji je dva puta nagrađen najprestižnijom enigmatskom nagradom "Boris Janković Argus".
Od 1994. do danas glavni je urednik u tjednom enigmatskom magazinu "Kviskoteka",  te u dvotjednom magazinu "50 SKANDI".
Od 1986. do 2005. honorarno surađuje s HTV-om, osmišljava igre i sastavlja pitalice za kvizove i druge emisije.
U povratničkoj sezoni televizijske "Kviskoteke" 2006./2007., između 54 najjača hrvatska kviskotekaša ostvaruje pet uzastopnih pobjeda i osvaja titulu šampiona u superfinalu, te tako završava karijeru kviz-natjecatelja.

### Novinarski rad
Prvi novinski tekst objavio je u tjedniku "Polet", sredinom osamdesetih godina. U tom je razdoblju objavljivao još u "Topu", "Studiju", "Danasu", "Startu", "Vjesniku" i drugim novinama, a od 1988. do 1991. surađivao je u splitskom tjedniku "Nedjeljna Dalmacija" gdje je objavljivao eseje o raznim društvenim pitanjima.
Godine 1991. četiri mjeseca radi u časopisu "Slobodni tjednik", i to u doba kad naklada lista raste na blizu 200.000 primjeraka[nedostaje izvor]. Objavljuje ratne reportaže i nekoliko tjedana provodi na funkciji glavnog urednika, nakon čega odlazi iz "Slobodnog tjednika". Već 1992. u feljtonu u "Večernjem listu" razobličava način rada u "Slobodnom tjedniku".
Od 1994. godine neprekidno radi na raznim rukovodećim položajima u izdavaštvu. Od 2003. povremeno objavljuje reportaže sa svojih brojnih putovanja u splitskom dnevnom listu "Slobodna Dalmacija", a povremeno objavljuje i u zagrebačkom "Playboyu" i drugim listovima. Od 2007. do 2009., te od 2015. do 2016. u "Slobodnoj Dalmaciji" izišlo je oko 200 njegovih tekstova o najrazličitijim temama iz serijala "Nima Splita do svita" i "Split&Svit".

### Knjige i avanturizam
Pauletićeve prve dvije knjige su "Nepal u 77 priča" (2003.) i "Brazil u 77 priča" (2004.). Obje su knjige bile hitovi na hrvatskom knjižarskom tržištu, te su dospjele na vrhove top-lista najprodavanijih publicističkih izdanja.
Piše na dalmatinskom, a njegov literarni izričaj predstavlja svojevrsni moderni dalmatinski standard: u knjizi prof. dr. Dunje Jutronić "Splitski govor" autorica je analizirala njegov moderni dalmatinski dijalekt i uspoređivala ga s izričajem dalmatinskih pisaca Miljenka Smoje i Đermana-Ćiće Senjanovića.
U studenome 2009. godine objavljuje treću knjigu "Himalaja u 77 priča". I ta knjiga, kao i prethodne dvije, stigla je do drugoga mjesta top-liste najprodavanijih publicističkih izdanja u Hrvatskoj.
U studenom i prosincu 2009. boravio je na Antarktici, te je 7. prosinca 2009. kao prvi čovjek iz Hrvatske stupio nogom na najjužniju točku Zemlje, Južni pol. Reportažu s Antarktike i Južnog pola objavio je 2010. u sklopu četvrte knjige "Led", koja sadrži putopise sa svih sedam kontinenata, kao i njegov film s Antarktike.

### Sportski djelatnik
Robert Pauletić je od 2007. do 2012. bio predsjednik splitskog boksačkog kluba "Pit bull", a od srpnja 2012. do srpnja 2013. bio je predsjednik Hrvatskog boksačkog saveza.

### Tekstopisac
Godine 2013. i 2014. kao tekstopisac nastupio je na Splitskom festivalu u tandemu s kompozitorom Perom Kozomarom.
- Za pjesmu "Ćaća" (u izvedbi klape "Rišpet") dobio je 2013. nagradu za najbolje stihove. Pjesma je na istom festivalu također osvojila prvu nagradu publike grand prix Zlatni galeb.[11]
- Pjesma "Devet slova jedne riči" osvojila je prvu nagradu publike grand prix Zlatni galeb 2014. godine.[12]

Godine 2014. napisao je i stihove za skladbu "Vesla od zlata" (autor glazbe: Tomislav Mrduljaš), službenu himnu VK "Gusar" iz Splita u izvedbi Olivera Dragojevića, Gibonnija i Marijana Bana.

### Politika
Godine 2016. bio je zamjenik ministra turizma iz kvote Mosta u vladi premijera Tihomira Oreškovića. Godine 2020. pridružio se stranci Domovinski pokret Miroslava Škore kao kandidat u X. izbornoj jedinici. Iste godine napušta stranku zbog nezadovoljstva s vodstvom.

## Vanjske poveznice
- "Pauletić donirao više od milijun kuna nagrada iz Kviskoteke" - Dnevnik.hr
- "Robert Pauletić prvi je Hrvat na Južnom polu"  Arhivirana inačica izvorne stranice od 12. prosinca 2009. (Wayback Machine) - Jutarnji list
- "Pauletić: Uz "Ćaću" nikoga ne bi tribalo bit sram zaplakat!" - Slobodna Dalmacija
- "Robert Pauletić uz paradu zvijezda obilježio 1000. broj "Kviskoteke" - Dalmacija News